# Lubná (ort i Tjeckien, Mellersta Böhmen)
Lubná är en ort i Tjeckien.   Den ligger i regionen Mellersta Böhmen, i den västra delen av landet, 50 km väster om huvudstaden Prag. Lubná ligger 389 meter över havet och antalet invånare är 747.
Terrängen runt Lubná är huvudsakligen platt, men västerut är den kuperad. Runt Lubná är det ganska glesbefolkat, med 32 invånare per kvadratkilometer. Närmaste större samhälle är Rakovník, 3,8 km nordost om Lubná. Trakten runt Lubná består till största delen av jordbruksmark.